# Álamos
Álamos (deutsch: Pappeln) ist eine Stadt mit etwa 9.500 Einwohnern und der Hauptort der gleichnamigen Gemeinde (municipio) mit insgesamt ca. 25.000 Einwohnern im Süden des mexikanischen Bundesstaates Sonora. Der Ort ist als Pueblo Mágico eingestuft.

## Lage und Klima
Der Ort Álamos liegt umgeben von den Bergen der Sierra Madre Occidental ca. 375 km südöstlich von Hermosillo in einer Höhe von ca. 380 m; bis zur Küste des Golfs von Kalifornien sind es ca. 100 km. Die Grenzstadt Nogales liegt ca. 650 km nördlich. Das Klima ist gemäßigt bis warm; der für den Norden Mexikos reichliche Regen (ca. 675 mm/Jahr) fällt nahezu ausschließlich im Sommerhalbjahr.

## Bevölkerungsentwicklung
| Jahr      | 2000  | 2005  | 2010  |
| Einwohner | 8.034 | 8.201 | 9.345 |

In den Jahren von 1930 bis 1950 hatte der Ort nur ca. 3.000 Einwohner. Ein Großteil der zumeist indianisch-stämmigen Einwohner der Gemeinde spricht Spanisch.

## Wirtschaft
Vom 18. bis ins frühe 20. Jahrhundert hinein war Álamos Zentrum eines Gebiets von mehreren Silberminen. Auf den Feldern in der Umgebung werden Mais, Bohnen, Gemüse, Agaven und Opuntien angebaut; im Ort selbst gibt es kleine Handwerksbetriebe und Geschäfte.

## Geschichte
Álamos wurde im späten 17. Jahrhundert aufgrund der Entdeckung einer Silbererzmine gegründet. Im Jahr 1828, d. h. sieben Jahre nach der Unabhängigkeit Mexikos (1821) wurde Álamos sogar Hauptstadt des im Jahr 1824 gegründeten, aber bereits sechs Jahre später wieder aufgelösten „Weststaats“ (Estado de Occidente). In der Zeit der französischen Intervention in Mexiko (1861–1867) fand am 24. September 1865 inmitten der Stadt die – für die Franzosen letztlich siegreiche – „Schlacht von Álamos“ statt.

## Sehenswürdigkeiten
- Hauptsehenswürdigkeit des Städtchens ist sein koloniales Stadtbild.
- Die von 1757 bis 1804 erbaute Iglesia de la Purísima Concepción ist die Hauptkirche der Stadt; sie war zeitweise Bischofssitz des im Jahr 1779 geschaffenen Bistums Sonora. Nach außen beeindruckt der dreigeschossige Glockenturm. Das Kircheninnere ist dreischiffig und gewölbt; das Vierungsjoch wird von einer Kuppel auf einem belichteten oktogonalen Tambour überspannt.
- Die im Jahr 1841 vollendete Capilla de Zapopan besitzt einen dreigeteilten Glockengiebel (espadanya).
- Das zweigeschossige, ganz aus Ziegelsteinen errichtete Rathaus (Palacio Municipal) stammt vom Ende des 19. Jahrhunderts. Im Innern befindet sich auch ein Theater, welches allerdings nur bei festlichen Empfängen genutzt wird.

## Städtepartnerschaft
Partnerstadt von Álamos ist Scottsdale in Arizona, USA.

## Söhne und Töchter der Stadt
- Félix Zuloaga (1813–1898), Politiker
- Carlos Rodrigo Ortiz (1851–1902), Politiker, Gouverneur des Bundesstaats Sonora
- Ramón Corral (1854–1912), Politiker
- Alfonso Ortiz Tirado (1893–1960), Arzt und Sänger
- María Félix (1914–2002), Schauspielerin
- Arturo Márquez (* 1950), Komponist

## Sonstiges
Nach Álamos ist ein Marskrater benannt.